# Грегори Фишбах
Грегори Фишбах (Грег Фишбах) — американский предприниматель, адвокат, бизнесмен и соучредитель издательской компании видеоигр Acclaim Entertainment (1987). Фишбах был исполнительным директором данной компании на протяжении 16 лет.

## Образование
В 1963 году Фишбах получил степень бакалавра по экономике в университете Сан-Франциско SF State University. Он заработал докторскую степень по праву в университете Калифорнии (University of California) в 1966 году. После этого Фишбах начал карьеру судебного адвоката по гражданскому праву в Министерстве юстиции США, затем служил помощником прокурора по центральному округу Калифорнии. Фишбах является членом адвокатского лицензирующего органа California Bar.

## Карьера

### Фишбах и Фишбах
Грегори начинал свою частную практику в юридических фирмах Оренштейна, Эрроу, Сильверман и Парчер. Данные фирмы в первую очередь представляют интересы звукозаписывающих компаний, музыкальных издательств и музыкантов. В середине 1970-х годов он основал фирму «Фишбах и Фишбах», ориентирующуюся на нескольких ключевых исполнителей, таких как Crosby, Stills & Nash, Эммилу Харрис, Мерл Хаггард, Джей Джей Кейл, Боз Скэггз. Фирма защищала интересы музыкантов и, в то же время, группа Стива Миллера была под опекой данной компании.

### RCA Records and Activision International
Фишбах был президентом RCA Records International между 1986 и 1987 годами, президентом Activision International и членом комитета по его управлению с 1983 по 1986 год.

### Acclaim Intertainment
В 1987 году Грег Фишбах стал соучредителем Acclaim Entertainment Inc. Компания, включенная в список NASDAQ, занималась бизнесом в сфере создания видеоигр в период с 1987 по 2004 год. Грегори был руководителем и генеральным директором компании. Фишбах являлся генеральным директором Acclaim Entertainment до 2003 года. После отставки Грега Род Коусенс стал его последователем и руководил компанией по 2004 год.

### ESA и ESRB
Фишбах был одним из Соучредителей ЕСА (Ассоциация развлекательного программного обеспечения) и ESRB (Рейтинговая компания развлекательного программного обеспечения) в середине 1990-х годов, являлся руководителем в течение двух лет. Поначалу это была ассоциация индустрии видеоигр, которая частично выступала в качестве лоббистской группы; позднее она превратилась в отраслевую рейтинговую комиссию, которая является некоммерческим, саморегулируемым органом, который самостоятельно присваивает рейтинги для контента и применяет рекламные рекомендации для индустрии видеоигр. С 1994 по 2004 год Фишбах входил в лидирующий состав этих организаций.

### Hampton Farms Ventures
Фишбах является основателем и управляющим партнером компании Hampton Farms Ventures, образованной осенью 2004 года. Hampton Farms инвестирует и консультирует компании в области технологий, медиа, игр и развлечений.
Также Грегори Фишбах является заместителем председателя совета директоров компании Yoostar Entertainment и членом её исполнительного комитета.

## Личная жизнь
Грегори Фишбах женат на Линде Фишбах. У пары есть сын Бенджамин Давид Фишбах, который окончил Университет Вермонта. Он работает бренд-менеджером в компании Acclaim Entertainment. Жена Фишбаха Линда занимается продажей элитной недвижимости на международном уровне, работает с компанией Sotheby’s International Real Estate. Семья живёт в Нью-Йорке.
Кроме того, Грегор Фишбах является лицензированным пилотом и спортивным фанатом.
Он входит в список известных людей, связанных с университетом штата Сан-Франциско.